# Mark Manson
Mark Manson (Austin, 9 de março de 1984) é um escritor e blogueiro americano de autoajuda. Seus livros, dois dos quais, The Subtle Art of Not Giving a Fuck, 
A Arte Subtil de Saber Dizer Que Se F*da (título em Portugal) ou A Sutil Arte de Ligar o F*da-se (título no Brasil) e Everything Is Fucked: A Book About Hope, foram bestsellers do The New York Times. Seus livros venderam mais de 13 milhões de cópias.

## Biografia
Mark Manson foi criado em Austin, Texas, nos Estados Unidos. Ele se mudou para Boston, Massachusetts para estudar e se formou na Universidade de Boston em 2007.
Ele viajou por todo o mundo durante sete anos. Para além da sua atividade de escritor, blogueiro e empreendedor, publica regularmente artigos com a BBC, CNN, Business Insider, Time, entre outros. Vive atualmente em Nova Iorque.

### Blogs

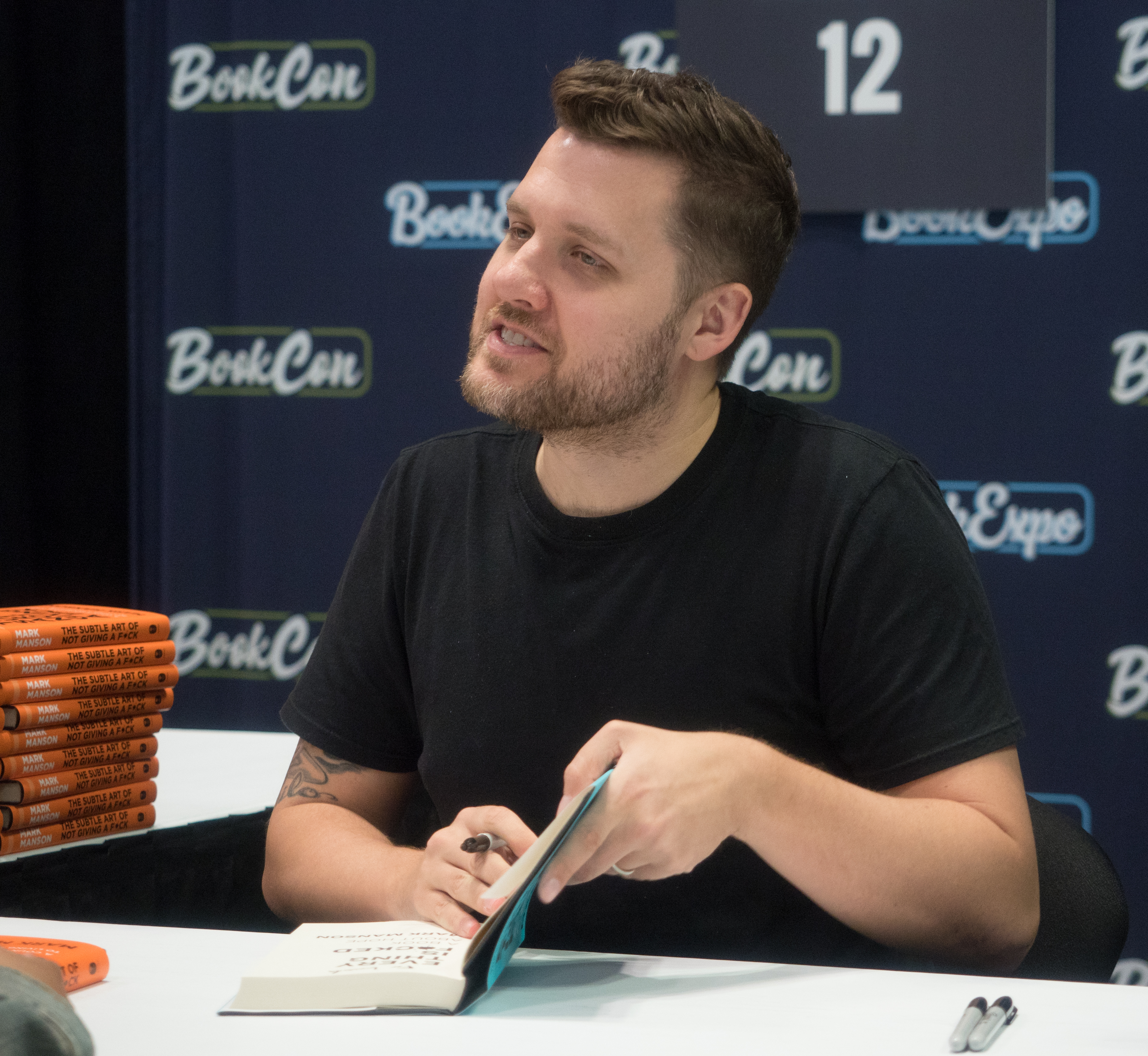
Mark Manson na BookCon 2019

Manson começou seu primeiro blog sobre conselhos sobre namoro em 2008.
Em 2010, ele começou um novo blog chamado Post Masculine (agora extinto) que fornecia conselhos gerais de vida para os homens. Manson mudou seu blog para markmanson.net em 2013.
Em 2015, Manson publicou um artigo no blog The Subtle Art of Not Giving a Fuck, que formaria a base de seu segundo livro com o mesmo nome.

### Brasil
O autor morou por quatro anos no Brasil, no decorrer disso se casou com uma brasileira. Em 2016 escreveu um texto intitulado Uma carta aberta ao Brasil, em que mostrava sua visão dos reais problemas que afetam nossa economia, impedindo-a de crescer.

## Obras
- Models: Attract Women Through Honesty (2011)
- The Subtle Art of Not Giving a F*ck (2016) em Portugal: A Arte Subtil de Saber Dizer Que Se F*da (Desassossego, 2018) no Brasil: A Sutil Arte de Ligar o F*da-se (Intrínseca, 2017)
- Everything Is F*cked: A Book About Hope (2019) em Portugal: Está Tudo F*dido (Desassossego, 2019) no Brasil: F*deu Geral (Intrínseca, 2019)
- Love is Not Enough (Audiolivro, 2020)

## Adaptação
The Subtle Art of Not Giving a F*ck (2023) Documentário do Prime Video baseado em livro de mesmo nome. 